# Phthirusa elliptica
Phthirusa elliptica är en tvåhjärtbladig växtart som beskrevs av Carlos Toledo Rizzini. Phthirusa elliptica ingår i släktet Phthirusa och familjen Loranthaceae. Inga underarter finns listade i Catalogue of Life.